# Tetramicra
Tetramicra – rodzaj roślin z rodziny storczykowatych (Orchidaceae). Obejmuje 10 gatunków i 1 hybrydę występujące w Ameryce Północnej, Południowej i na Karaibach w takich krajach i regionach jak: Bahamy, Kuba, Dominikana, Floryda, Gujana Francuska, Haiti, Jamajka, Portoryko, Trynidad i Tobago, Leeward Islands, Windward Islands.

## Systematyka
Rodzaj sklasyfikowany do podplemienia Laeliinae w plemieniu Epidendreae, podrodzina epidendronowe (Epidendroideae), rodzina storczykowate (Orchidaceae), rząd szparagowce (Asparagales) w obrębie roślin jednoliściennych.
Wykaz gatunków
- Tetramicra bulbosa Mansf.
- Tetramicra canaliculata (Aubl.) Urb.
- Tetramicra ekmanii Mansf.
- Tetramicra malpighiarum J.A.Hern. & M.A.Díaz
- Tetramicra parviflora Lindl. ex Griseb.
- Tetramicra pratensis (Rchb.f.) Rolfe
- Tetramicra riparia Vale, Sánchez-Abad & L.Navarro
- Tetramicra simplex Ames
- Tetramicra tenera (A.Rich.) Griseb. ex Benth.
- Tetramicra zanonii Nir

Wykaz hybryd
- Tetramicra × xislensii Soto Calvo, Esperon & Sauleda Soto Calvo, Esperon & Sauleda